# Физтех — 1982
Физтех — 1982 — двухдневный рок-фестиваль, состоявшийся 4-5 декабря 1982 года в актовом зале Главного корпуса МФТИ в городе Долгопрудный, Московская область.

## Подготовка и проведение
Фестиваль был организован сотрудником МФТИ Александром Кочиным и студентами Владимиром Трущенковым (президентом «Физтех-Клуба») и Дмитрием Журом. Обеденный зал института для профессорско-преподавательского состава — так называемая «Кофейня» — был концертной площадкой для отечественных бит-групп ещё с 1960-х годов. В МФТИ выступали с концертами Юрий Визбор, Сергей Юрский, Владимир Высоцкий, Ролан Быков, Леонид Филатов, Александр Филиппенко.

«Ни руководство института, ни партком никогда не становились в жёсткий запрет, и время от времени — понятно, что не ежегодно, — основываясь на безукоризненной работе клуба, нам давали карт-бланш на большие фестивали. Поскольку вся наша работа была замешана на чёткой организации: дружина, билеты, порядок, отсутствие скандалов, — то многократно повторённый успех позволял разрешить большее».— Дмитрий Жур
В первый день фестиваля на сцену Физтеха вышли «Альянс», «Мистерия-буфф» и «Телефон». Во второй день выступали «Центр», «Рубиновая атака», «Город» и «Коктейль».
«Альянс» начал выступление с попурри малоизвестной американской группы «The B-52s». «Рубиновая Атака» вместо своего традиционного репертуара исполнила авангардную пьесу, посвящённую театру абсурда «Ионеско». Для группы «Город» Сергея Минаева это было первым большим выступлением, в результате чего некоторые её участники перенервничали настолько, что первую песню Минаев отыграл на клавишах самостоятельно.

«Я помню эту приподнятость у всего зала. Это было мероприятие, которое поддержало всех. Все люди, которые связали с этим жизнь, получили серьёзный толчок в профессии. Этот фестиваль удивителен тем, что на нём фактически стартовала российская «новая волна», и я прекрасно помню, как Журавлёв и Сюткин при нас смаковали, слушая The Police, песню «Canary in a Coalmine»: «Вот он! Вот он, ритм „новой волны“!», — а потом сами заиграли в этом стиле».— Дмитрий Жур

«Фестиваль в Физтехе — это Событие с большой буквы! Хотя по техническому уровню там ничего особенного не было, и зал был абсолютно обыкновенный, но для нас важно было дуновение свободы. Потому что, кому бы мы ни показывали нашу программу, меня, как автора песен, непременно спрашивали: „Всё это хорошо, но где бумажка, что вы — член Союза композиторов?“ Ну, ответьте на милость: каким образом молодой человек в двадцать лет мог быть членом Союза композиторов СССР? Мне советовали обратиться к Михаилу Таничу или Ларисе Рубальской — и тогда всё у меня будет хорошо. <…> Счастье, что в Физтехе можно было выступить со своим материалом, никем не залитованным. Там не было никакой проверки, никто ничего не подписывал. И для меня тогда это было нечто из ряда вон выходящее!»— Сергей Минаев
Среди почётных гостей фестиваля был Владимир Кузьмин. Звукорежиссёр Игорь Замараев предложил группам «Альянс» и «Город» записаться на студии; «Город» записал магнитоальбом «Час пик» (впоследствии Замараев стал звукорежиссёром С. Минаева), а «Альянс» воспользовался предложением спустя 4 года, записав «Альянс-87». Василий Шумов познакомился с начинающим звукорежиссёром Андреем Пастернаком, который в студии ВТО на Пушкинской записал несколько альбомов группы — «Стюардесса летних линий», «Чтение в транспорте», «Цветок и мотылёк». Александр Иншаков и Андрей Большаков называли выступление «Коктейля» на фестивале лучшим концертом в истории группы.

## Аудио
В 2014 году группа «Центр» выпустила официальную аудиозапись выступления. Исполнение «Альянсом» песни «Шарманщик» вошло в переиздание альбома «Я медленно учился жить» 2020 года.